# Utbränningsgrad
Utbränningsgrad är ett mått för hur mycket energi en kärnreaktor kan utvinna ur kärnbränsle. Måttet kan uttryckas i enheten MWd/kg, megawattdag (eller -dygn) per kilogram uran. Mer än 60 MWd/kg är en hög utbränningsgrad, medan 35-40 MWd/kg U är det normala i svenska kärnkraftverk.